# Zoran Lerchbacher
Zoran Lerchbacher (Graz, 30 mei 1972) is een Oostenrijks darter die de toernooien van de PDC speelt.

## Carrière
In 2013 kwalificeerde Lerchbacher zich voor het PDC World Darts Championship 2014. Hij won zijn voorronde-wedstrijd van Ben Ward met 4-1 in legs. Hij speelde hierna in de eerste ronde tegen Michael van Gerwen en verloor met 3-0 in sets. In 2016 deed hij mee aan het PDC World Darts Championship 2017, hij kwam wederom niet verder dan de eerste ronde. Hij won in de voorronde van Simon Stevenson maar verloor vervolgens Robert Thornton in de eerste ronde.
In maart 2017 speelde hij op de UK Open. Hij begon in de tweede ronde (laatste 96) van het toernooi maar verloor van Matthew Dennant met 4-6 in legs. Later in november dat jaar deed hij mee aan de Players Championship Finals 2017. Hij verloor in de eerste ronde van de Ier Steve Lennon met 4-6 in legs. In december speelde hij voor de derde keer op het World Darts Championship. Hij hoefde geen voorronde te spelen en begon in de eerste ronde tegen Mervyn King. Lerchbacher won met 3-2 in sets. In de tweede ronde nam hij het op tegen Keegan Brown en verloor met 2-4 in sets.
In februari 2018 kwalificeerde hij zich voor de UK Open 2018. In verband met hevige sneeuwval in Minehead lukte het hem (net zoals meerdere spelers) niet om op tijd aanwezig te zijn bij het toernooi en werd dus uitgeschreven.
Lerchbacher speelde in mei 2018 voor het eerst op de World Cup of Darts waar hij samen met Mensur Suljović Oostenrijk vertegenwoordigde. De Oostenrijkers verloren in de eerste ronde van Japan met 5-4 in legs.

## Resultaten op Wereldkampioenschap

### WDF
- 2007: Laatste 128 (verloren van Martin Phillips met 2-4)

### PDC
- 2014: Laatste 64 (verloren van Michael van Gerwen met 1-3)
- 2017: Laatste 64 (verloren van Robert Thornton met 0-3)
- 2018: Laatste 32 (verloren van Keegan Brown met 2-4)
- 2020: Laatste 64 (verloren van Krzysztof Ratajski met 1-3)